# La Almolda
La Almolda är en ort i Spanien.   Den ligger i provinsen Provincia de Zaragoza och regionen Aragonien, i den nordöstra delen av landet, 300 km öster om huvudstaden Madrid. La Almolda ligger 472 meter över havet och antalet invånare är 650.
Terrängen runt La Almolda är huvudsakligen lite kuperad. La Almolda ligger uppe på en höjd. Runt La Almolda är det mycket glesbefolkat, med 3 invånare per kvadratkilometer. Närmaste större samhälle är Bujaraloz, 7,8 km sydost om La Almolda. Trakten runt La Almolda består till största delen av jordbruksmark.